# Lovetune for Vacuum
Lovetune for Vacuum ist das Debütalbum der österreichischen Musikerin Soap&Skin, welches im Jahr 2009 veröffentlicht wurde.

## Entstehungsgeschichte
Anja Plaschg, deren Künstlername Soap&Skin ist, nahm die Lieder des Albums zwischen 2005 und 2008 zu Hause auf. Die komplette Produktion stammt von ihr. Mit 16 Jahren wurde sie bei Shitkatapult (Berlin) entdeckt und veröffentlichte erste Aufnahmen, unter anderem das auch auf dem ersten Album vertretene Mr. Gaunt Pt. 1000. Nach ersten Konzerten, die überschwänglich aufgenommen wurden, begannen die Arbeiten am Debütalbum, das auf dem Independent-Label Couch Records erschien. Die CD-Präsentation fand am 6. März 2009 im Wiener Künstlerhaus statt.

## Titelliste
1. Sleep – 2:44
2. Cry Wolf – 3:48
3. Thanatos – 2:34
4. Extinguish Me – 2:38
5. Turbine Womb – 3:46
6. Cynthia – 2:57
7. Fall Foliage – 2:44
8. Spiracle – 2:50
9. Mr. Gaunt Pt. 1000 – 2:27
10. Marche Funèbre – 2:59
11. The Sun – 3:14
12. DDMMYYYY – 3:38
13. Brother of Sleep – 5:25

Die amerikanische Version dieses Albums beinhaltet zwei zusätzliche Songs: Im Dorfe (3:42) und Fleischwolf (2:15) (als Track 4 und 13, die Reihenfolge der anderen Songs bleibt gleich).

## Songinfos
Das Lied Mr. Gaunt Pt. 1000 wurde 2010 für einen Ford-Mondeo-Werbespot eingesetzt.

## Musikstil und Texte
Soap&Skin verwendet in ihrer Musik reduzierte Mittel, etwa repetitive Klavierpassagen und eine dezente elektronische Untermalung, sowie einen theatralischen Gesang zwischen sanfter Stimme und Schreien. Insgesamt wirkt ihr Musikstil auf Zuhörer künstlich und theatralisch, was allerdings auch den Reiz der Musik ausmachen würde. Die Musik ist sehr düster und traurig gehalten. Die Texte und auch die Musik (zum Beispiel die Verwendung eines Trauermarsches) sind zum Teil von einer Todessehnsucht geprägt, die laut Matthias von Viereck (Laut.de) an die Sturm-und-Drang-Zeit erinnern könne.

## Erfolg und Rezeption
Ihr erstes Album wurde von der Kritik sehr gut bewertet und erreichte Platz 5 der österreichischen Albumcharts. In Deutschland erreichte das Album die Top 50. Das Album erhielt zwei Auszeichnungen, den European Border Breakers Award 2010 der Europäischen Kommission und den österreichischen Musikpreis Amadeus Austrian Music Awards 2009 in der Kategorie „Alternative/Rock“.